# Livio Andrónico
Livio Andrónico (en latín Lucius Livius Andronicus) (284 a. C.-204 a. C.) fue un escritor épico romano de origen griego, nacido probablemente en la colonia griega de Tarento. Fue esclavo de una familia noble de la gens Livia. Luego liberto, adoptó el nombre de su antiguo patrón. Llegó a ser el primer maestro griego de Roma. Es considerado el primer autor romano y el fundador de la poesía épica romana. Su primera obra formal la produjo en 240 a. C., una traducción al latín de un drama griego. Su contribución fundamental a la épica grecolatina es la traducción de la Odisea de Homero al verso latino típico, el saturnio. Se trata de la primera obra épica en latín, precursora de la obra de Nevio. También compuso tragedias a partir de modelos griegos.

## Reseña biográfica
De la vida de este hombre —primer nombre propio en la historia de la literatura romana— apenas tenemos datos seguros. Se trata probablemente de un griego, n. ca. el 284 a. C. en Tarento y llevado como prisionero de guerra, joven aún - 272 a. C.-, a Roma, luego de la caída de su ciudad natal. En Roma fue maestro de los hijos de su señor, oficio que le valió la libertad y la adopción del nombre de su patrono y protector, Lucio Livio, quizá el padre de Marco Livio Salinator, vencedor de Asdrúbal Barca en la Batalla del Metauro en el 207 a. C. Para celebrar esa victoria, se le encargó la composición de un himno en honor de Juno, para el que Livio usó la forma del partenio (del griego párthenoi). En razón de las fechas de tales eventos, se data generalmente su muerte unos años después, ca. el 204 a. C.

## Obra
A pesar de que toda su obra está prácticamente perdida - sólo se conserva alrededor de un centenar de versos dispersos -, Andrónico es citado por los autores latinos posteriores como el introductor en Roma de géneros literarios griegos tan diversos como la poesía épica, la tragedia, la comedia e incluso la poesía lírica. Así, Aulo Gelio XVII 21, 42 y XVIII 9, 5; Cicerón, Brutus 18, 71 ss., y Tito Livio, Ab urbe condita Vll 2, 8, y XXVII 37, 7.
De acuerdo con el pasaje citado de Cicerón, la actividad literaria de Livio Andrónico debió de comenzar en el 240 a. C. En esa fecha recibe el encargo de escribir al menos una comedia y una tragedia que él mismo se encarga de representar como actor con ocasión de los ludi romani celebrados tras la victoria romana en la primera guerra púnica. Este ensayo, que muy verosímilmente consistiría en una traducción no exenta de originalidad de obras griegas, tuvo éxito porque a partir de esa fecha se suceden las adaptaciones de temas y metros griegos a la lengua del Lacio. Con esta técnica, cuya dependencia de los modelos griegos es imposible precisar, fueron surgiendo obras de las que apenas conocemos algo más que el título. Las tragedias Achilles, Aegisthus, Aiax, Andrómeda, Danae, Equos Troianus, Hermiona, Tereus y quizá Ino. Se editan como suyos los fragmentos de las comedias Gladiolus, Ludius, Virgo.
Posiblemente anterior a esta actividad fue su versión de la Odisea homérica, texto sobre el que debió girar su actividad docente en la escuela. De los apenas 50 versos que nos han llegado de esta obra es posible concluir que:
- No está escrita en hexámetros dactílicos, sino en verso Saturnio, metro cuantitativo de características muy polémicas: de origen itálico, quizá etrusco, para unos; no exento de influencias griegas para orientaciones más actuales.

- El poeta ha pretendido romanizar la epopeya. Divinidades griegas se identifican con dioses romanos: Hermes es Mercurio; Crono es Saturno; las musas se identifican con las Camenas.

Su obra está a la base de toda la épica romana y fue estudiada en la escuela de generación en generación al menos hasta finales del siglo I a. C.. De su vigencia nos dan fe hombres de esta época como Cicerón, en el pasaje citado del Brutus, y Horacio, en las Epístolas 11 1, 69. Livio Andronico tiene un importante lugar en la historia literaria de Roma como introductor de la cultura griega y creador de una institución, la escuela. Ganó así una decisiva influencia en la vida y costumbres culturales de la ciudad.